# Generator (informatyka)
W informatyce, generator jest szczególnym rodzajem kontynuacji, który można wykorzystywać jako iterator. Po raz pierwszy generatory zostały wprowadzone w CLU (1975) i obecnie są dostępne w Pythonie, PHP, C#, Ruby i JavaScript. (W CLU i C# nazywane są iteratorami.)
Generator jest bardzo podobny do funkcji zwracającej tablicę w tym, że tak jak ona może być wywoływany z argumentami i generuje listę wartości. Jednak zamiast budować pełną tablicę zawierającą wszystkie elementy i zwracać je wszystkie naraz, generator zwraca je po jednym, co znacznie oszczędza pamięć i pozwala funkcji wywołującej generator korzystać z danych od razu już od pierwszych elementów. Generatory można też wykorzystywać do leniwej iteracji po elementach listy. Jest to użyteczne, gdy prawdopodobnie potrzebnych będzie tylko kilka pierwszych elementów listy, a obliczenie całej listy byłoby kosztowne lub niepraktyczne.
Przykładowy generator w C#:
```
 
static
 
IEnumerable
<
Pair
<
T
>>
 
WszystkieParyElementów
<
T
>
(
IList
<
T
>
 
l
)

 
{

     
for
 
(
int
 
x
=
0
;
x
<
l
.
Count
;
x
++
)

     
{

         
for
 
(
int
 
y
=
x
+
1
;
y
<
l
.
Count
;
y
++
)

         
{

             
yield
 
return
 
new
 
Pair
<
T
>
(
l
[
x
],
l
[
y
]);

         
}

     
}

 
}

```

W Pythonie generator można traktować jako iterator zawierający zamrożone wywołanie funkcji. Za każdym razem, gdy wywoływana jest metoda next() iteratora, zamrożone wywołanie wykonuje się dalej aż do instrukcji yield. Wtedy wywołanie funkcji jest ponownie zamrażane, iterator podaje wartość obliczoną w instrukcji yield, a wykonanie programu jest kontynuowane w kodzie wywołującym iterator.